# Garame de Abajo
Garame de Abajo är en ort i Mexiko.   Den ligger i kommunen Santiago Papasquiaro och delstaten Durango, i den centrala delen av landet, 900 km nordväst om huvudstaden Mexico City. Garame de Abajo ligger 1 792 meter över havet och antalet invånare är 408.
Terrängen runt Garame de Abajo är platt åt nordost, men åt sydväst är den kuperad. Runt Garame de Abajo är det mycket glesbefolkat, med 6 invånare per kvadratkilometer. Närmaste större samhälle är Santiago Papasquiaro, 4,7 km öster om Garame de Abajo. Omgivningarna runt Garame de Abajo är i huvudsak ett öppet busklandskap.